# Dom von Porvoo

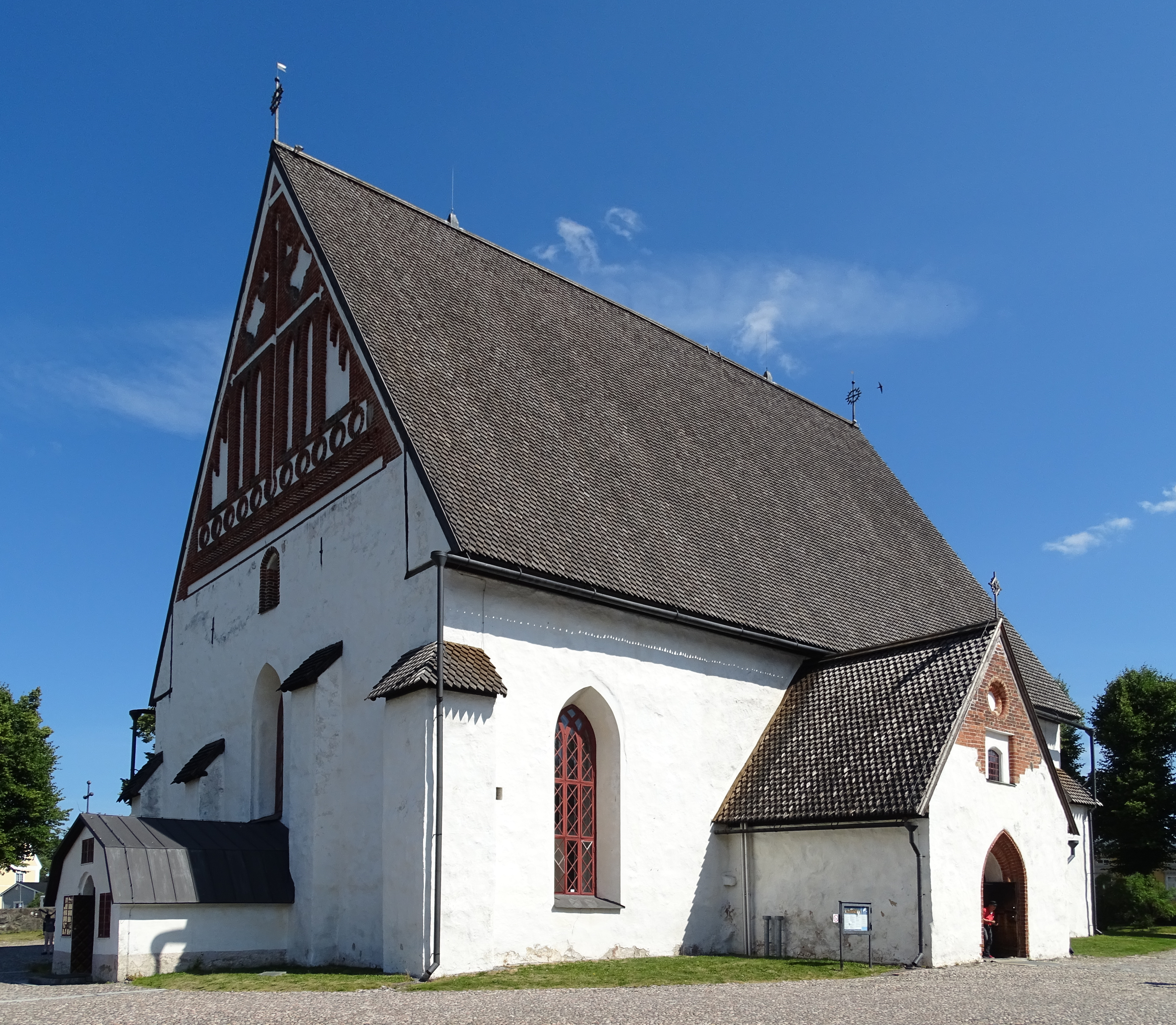
Dom von Porvoo, Außenansicht (2018)

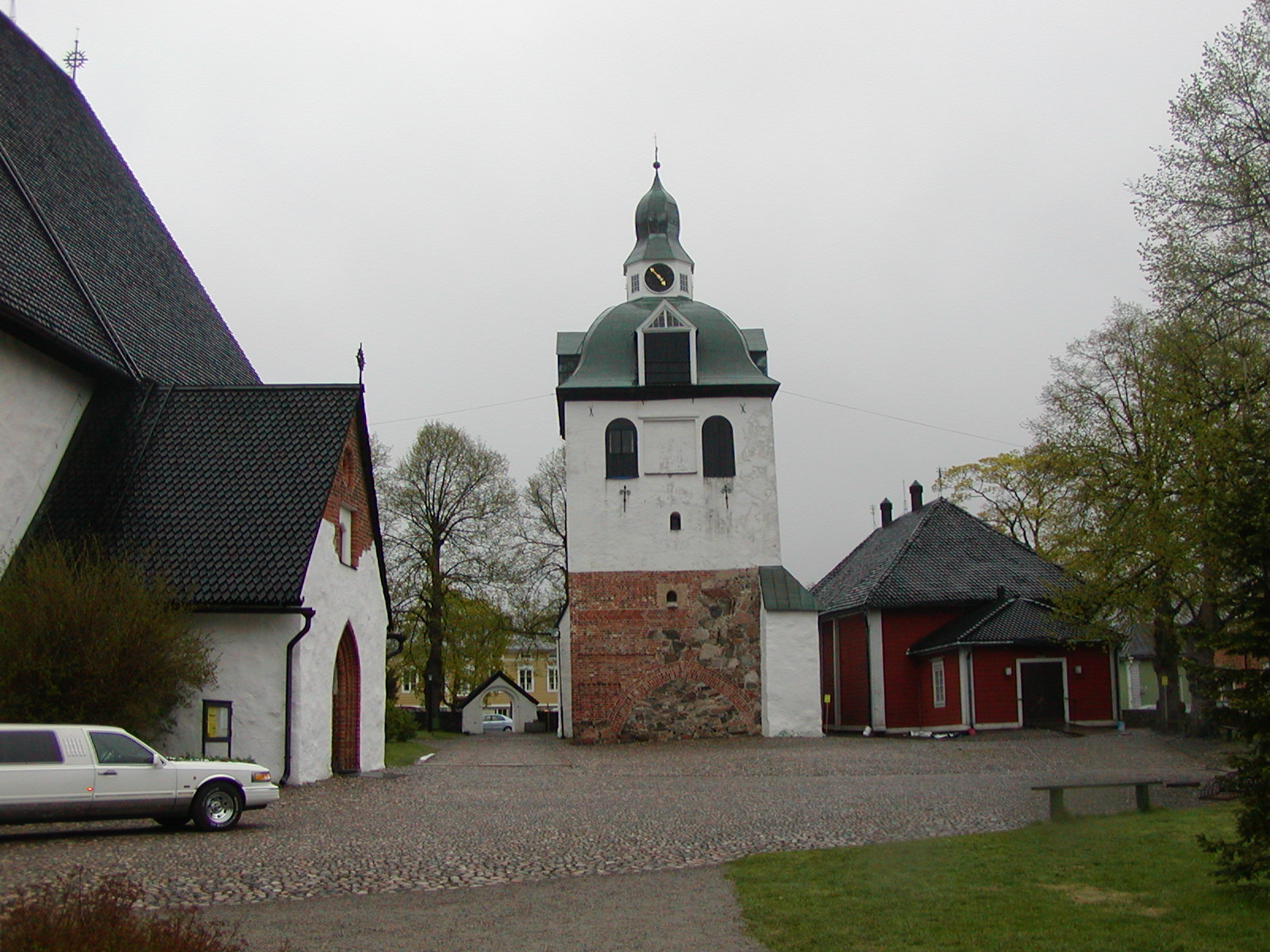
Links der Dom, in der Mitte der frei stehende Glockenturm, rechts die Holzkirche der finnischsprachigen Gemeinde

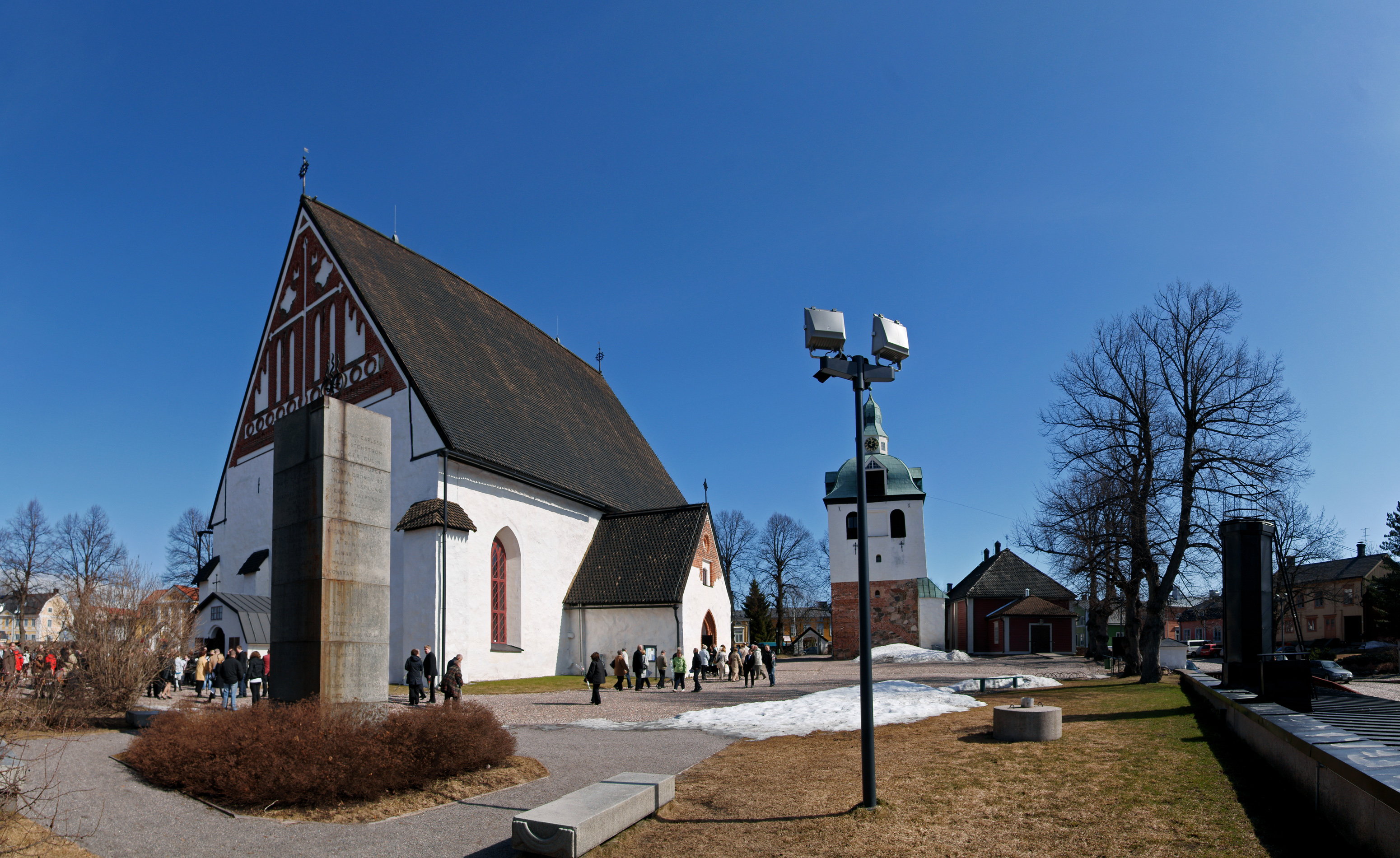
Dom von Porvoo (2010)

Der Dom von Porvoo (schwedisch Borgå domkyrka, finnisch Porvoon tuomiokirkko)  im finnischen Porvoo (schwedisch Borgå) ist die Bischofskirche des schwedischsprachigen evangelisch-lutherischen Bistums Borgå. Der Backsteingiebel ist unverputzt, der Glockenturm freistehend. Jährlich besuchen etwa 200.000 Touristen den Dom. Die Holzkirche neben den Glockenturm wurde 1740 für finnischsprachige Gottesdienste errichtet.
Das Bistum wurde 1723 nach dem Großen Nordischen Krieg eingerichtet, da Schweden Wyborg mit dem bisherigen Bischofssitz an Russland abtreten musste.

## Geschichte
Die ältesten Teile des Doms – ursprünglich ein Holzbau – stammen aus dem 13. Jahrhundert. Ab 1410 wurde der Dom als Steinkirche erweitert und umgebaut. Er war der Jungfrau Maria geweiht. Mehrmals wurde er durch Feuer zerstört: 1508 durch die dänische Armee, 1571, 1590 und 1708 durch russische Streitkräfte.
Der Dom war Ort des ersten von der russischen Regierung einberufenen Finnischen Reichstages am 28. März 1809. Während des Fortsetzungskrieges 1941 fiel eine Bombe durch das Dach und beschädigte Teile der Kirche.
1977/78 wurde der Dom unter Leitung von Nils Erik Wickberg und Heikki Netting restauriert, wobei der Schwerpunkt auf der Kanzel und der Versetzung des Altares lag.
Am 29. Mai 2006 wurde die Kirche Opfer eines durch einen 18-jährigen, betrunkenen Jugendlichen verursachten Brandes. Während das Dach komplett abbrannte, wurde der Innenraum kaum in Mitleidenschaft gezogen. Außerdem kam es zu Rauch- und Wasserschäden. Am 2. Juli 2008 wurde der Dom wiedereröffnet. Auch finnischsprachige Gottesdienste werden hier gefeiert.

## Ausstattung

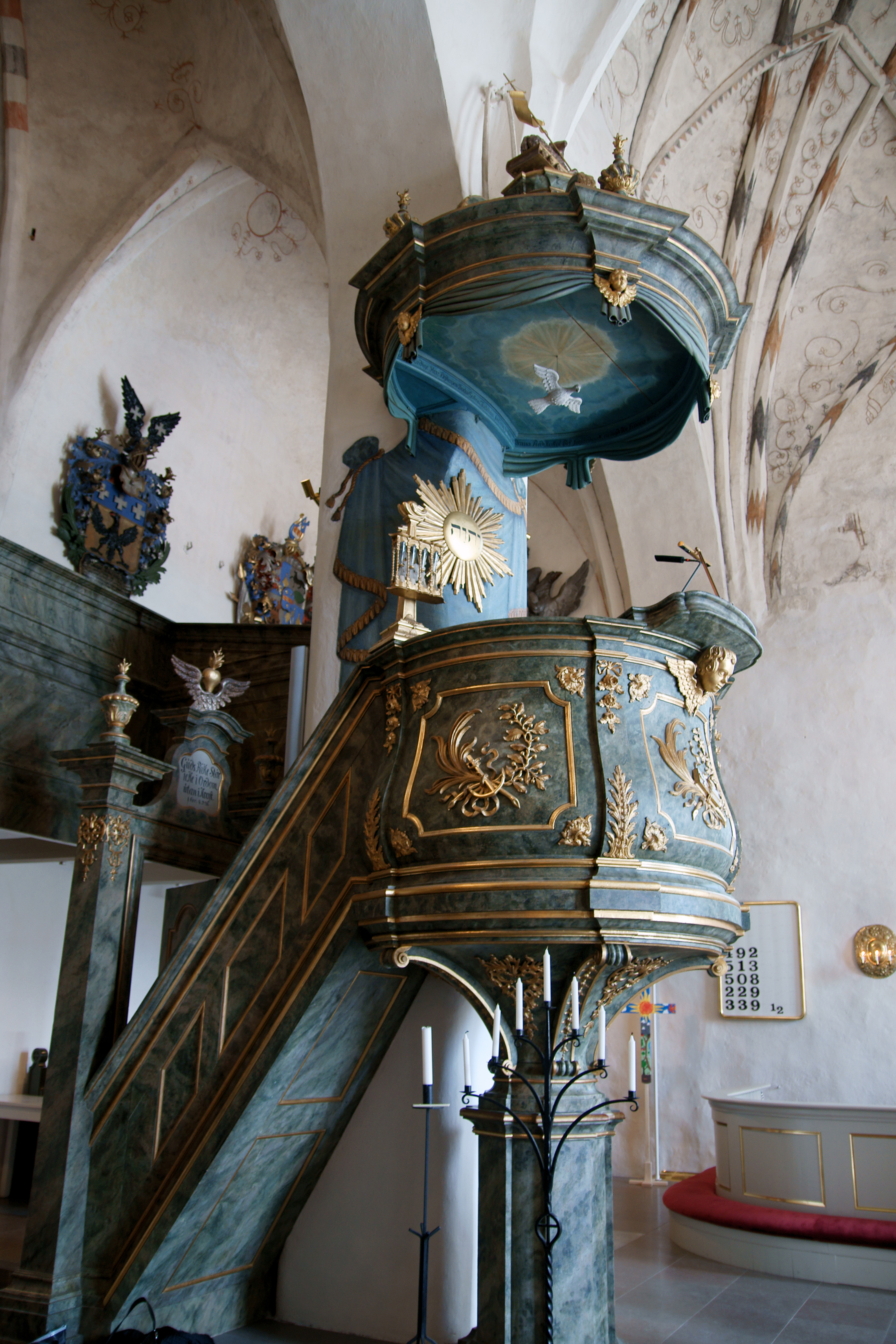
Kanzel

Das Kruzifix über dem Altar ist eine Arbeit aus dem Beginn des 18. Jahrhunderts. Das ursprüngliche Altarbild befindet sich in der Taufkapelle rechts des Altars. Es wurde 1846 von Joseph Desarnodis gemalt und nimmt Bezug auf da Vincis Letztes Abendmahl.
Die Kanzel wurde 1764 von Handwerksmeistern aus dem Ort angefertigt. Sie ist in Graugrün und Gold gefasst, ebenso wie die um 1760 gebauten Emporen. Die Fassung wurde bei der Restaurierung der Kirche 1977/1978 wieder hergestellt, nachdem Kanzel und Emporen ein Jahrhundert lang einen Anstrich in Weiß und Gold gehabt hatten. Aus der Zeit um 1760 stammen die Bilder der Apostel und Evangelisten an den Pfeilern. Sie wurden von Adam Lindström, einem Bürger Porvoos, gemalt.
Aus dem 20. Jahrhundert stammt der schlichte Taufstein, der 1984 nach dem Entwurf des Architekten Aarne Launos angefertigt wurde.
Das Original des Votivschiffs Fredericus befindet sich im Finnischen Nationalmuseum. An seiner Stelle hängt seit 1990 ein von Karl Immonen  gebautes Schiffsmodell.
Seit 1988 befindet sich am Pfeiler des Chorraums  eine Marienstatue aus der Mitte  des 15. Jahrhunderts. Sie wurde in Mitteleuropa angefertigt und von Lennart Trey, einem Kapitän, gestiftet.

### Orgel

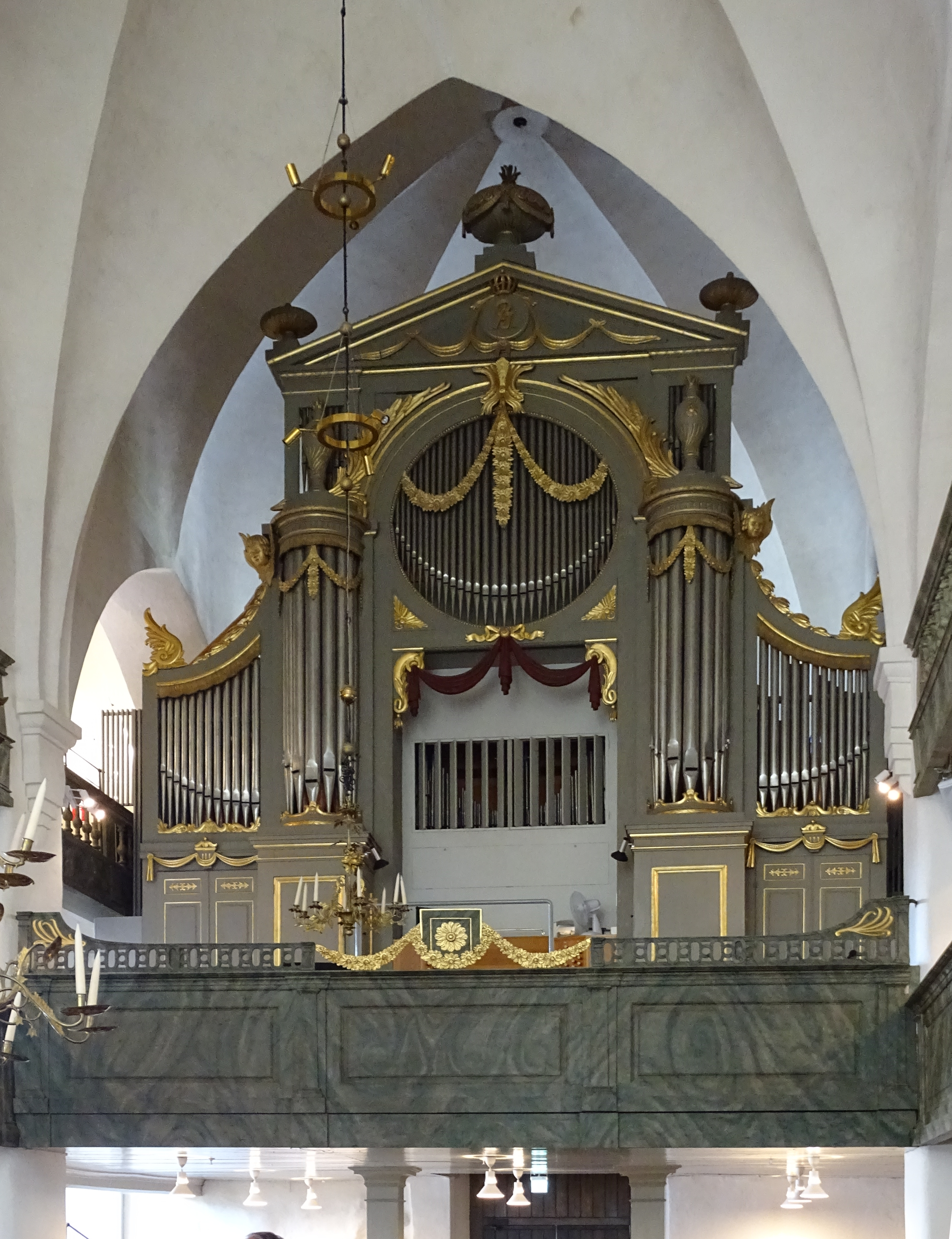
Blick auf die Orgel

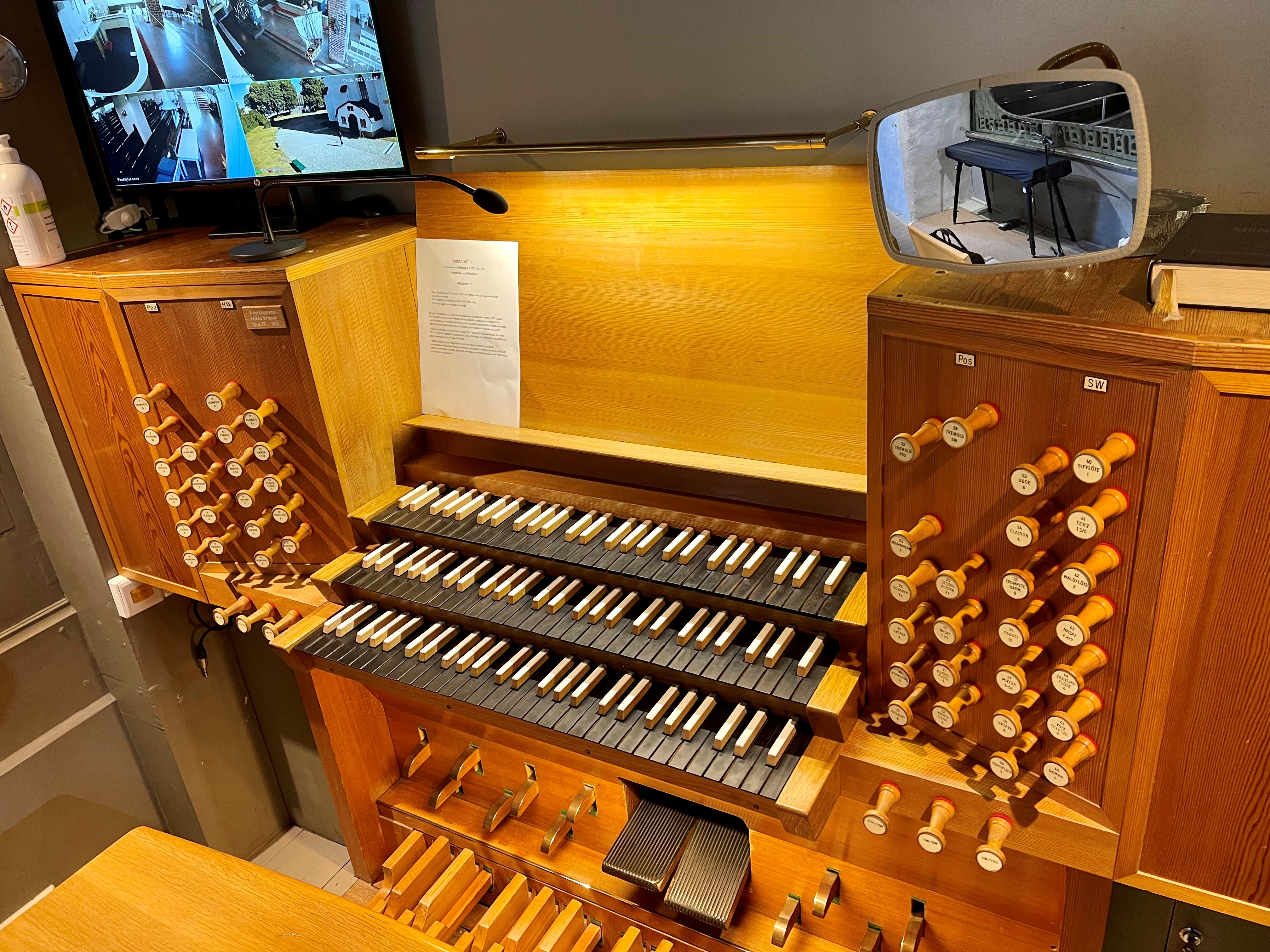
Spieltisch der Orgel

Die Orgel wurde 1978 von der Orgelbaufirma Urkurakentamo Veikko Virtanen erbaut. Das Schleifladen-Instrument hat 44 Register auf drei Manualwerken und Pedal. Der Prospekt stammt aus dem  Jahr 1799 von dem Orgelbauer Olof Schwan. Er trägt ein Abbild der Krone und das Monogramm von Gustaf IV. Adolf. Die Vorgängerorgeln stammten neben Schwan von Kangasalan Urkutehdas, Walcker und einem unbekannten Erbauer.
| I Hauptwerk C–g3 |       |
| Borduna          | 16′   |
| Principal        | 8′    |
| Hohlflöte        | 8′    |
| Oktava           | 4′    |
| Blockflöte       | 4′    |
| Kvinta           | 2 ⁄3′ |
| Oktava           | 2′    |
| Kornett V        | 8′    |
| Mixtur IV-V      |       |
| Cymbel III       |       |
| Trompete         | 8′    |

| II Brustwerk C–g3 |       |
| Gedackt           | 8′    |
| Kvintadena        | 8′    |
| Principal         | 4′    |
| Koppelflöte       | 4′    |
| Oktava            | 2′    |
| Nasat             | 1 ⁄3′ |
| Sesquialter II    | 2 ⁄3′ |
| Scharff IV        |       |
| Krumhorn          | 8′    |
| Tremolo           |       |

| III Schwellwerk C–g3 |        |
| Gamba                | 8′     |
| Rohrflöte            | 8′     |
| Voix celeste         | 8′     |
| Oktava               | 4′     |
| Traversflöte         | 4′     |
| Nasat                | 2′     |
| Terz                 | 1 3⁄5′ |
| Sifflöte             | 1′     |
| Mixtur IV-V          |        |
| Fagott               | 16′    |
| Trompete harmonique  | 8′     |
| Oboe                 | 8′     |
| Clairon              | 4′     |
| Tremolo              |        |

| Pedalwerk C–f1 |     |
| Principal      | 16′ |
| Subbass        | 16′ |
| Oktava         | 8′  |
| Gedackt        | 8′  |
| Oktava         | 4′  |
| Nachthorn      | 2′  |
| Mixtur V       |     |
| Posaune        | 16′ |
| Trompete       | 8′  |
| Schalmej       | 4′  |

- Koppeln: II/I, III/I, III/II, I/P, II/P, III/P

Außerdem existiert eine Truhenorgel mit fünf Registern von Urkurakentamo Erola.